# Dionigi Tettamanzi
Dionigi Tettamanzi (Renate, 14 marzo 1934 – Triuggio, 5 agosto 2017) è stato un cardinale e arcivescovo cattolico italiano.

## Biografia
Dionigi Tettamanzi nacque a Renate, in provincia di Monza e della Brianza, nell'arcidiocesi di Milano, il 14 marzo 1934. Era il primo dei tre figli di Egidio e Giuditta Ciceri (1911-2012). Aveva un fratello, Antonio, e una sorella, Gianna.

### Formazione e ministero sacerdotale
Nel 1945, all'età di undici anni, entrò nel seminario diocesano "San Pietro" di Seveso dove iniziò gli studi, completati poi nel seminario di Venegono Inferiore. Qui frequentò anche i corsi di teologia, fino al conseguimento della licenza, nel 1957.
Il 28 giugno 1957 fu ordinato presbitero, nella cattedrale di Milano, dall'arcivescovo Giovanni Battista Montini per l'arcidiocesi ambrosiana.
Pochi mesi dopo venne inviato per ulteriori studi a Roma, dove prese residenza al Pontificio seminario lombardo e per due anni frequentò la Pontificia Università Gregoriana. Conseguito il dottorato in sacra teologia con una tesi su "Il dovere dell'apostolato dei laici", rientrò in diocesi come professore di discipline teologiche ai chierici prefetti nei seminari minori di Masnago e di Seveso, dove risiedette fino all'autunno del 1966. Trasferito al seminario maggiore di Venegono Inferiore, per oltre venti anni vi insegnò morale fondamentale e tenne i corsi sui sacramenti del matrimonio e della penitenza. Nello stesso periodo insegnò teologia pastorale a Milano, sia presso l'Istituto sacerdotale Maria Immacolata sia presso l'Istituto regionale lombardo di pastorale. Tenne corsi di morale anche presso il seminario teologico dei comboniani a Venegono Superiore, l'Istituto teologico fiorentino e il Pontificio istituto missioni estere di Milano.
Nel suo insegnamento vasta fu la gamma dei temi trattati, tra i quali risaltano le questioni di morale fondamentale accanto a quelle di morale speciale, con una preferenza per l'ambito del matrimonio, della famiglia, della sessualità e della bioetica. All'intensa attività accademica aveva unito la partecipazione a incontri, convegni, corsi di aggiornamento teologico-pastorale per sacerdoti e laici in Italia e all'estero. Tutto ciò non lo aveva distolto dall'attività pastorale diretta, da lui sempre amata ed esercitata sia svolgendo il servizio domenicale nelle parrocchie di Masnago, San Pietro Martire in Cinisello Balsamo, Santo Stefano Arno e Turate, sia dedicandosi alla predicazione, alla conduzione di ritiri e di esercizi spirituali, alla direzione spirituale, soprattutto per le famiglie e le persone consacrate. Fu attivo anche nella Confederazione italiana dei consultori familiari di ispirazione cristiana, di cui fu consulente ecclesiastico dal 1979 al 1989; nell'Opera per l'assistenza religiosa agli infermi, come responsabile dell'attività culturale prima e come presidente poi; nell'Associazione dei medici cattolici italiani, sezione di Milano, quale assistente ecclesiastico per circa vent'anni. Venne chiamato da papa Giovanni Paolo II a collaborare alla stesura di alcune sue encicliche.
L'11 settembre 1987 la Congregazione per l'educazione cattolica, su designazione dell'episcopato lombardo, lo chiamò a reggere il Pontificio seminario lombardo. Nello stesso periodo divenne docente di teologia morale presso la Pontificia Università Gregoriana. Quindi, il 28 aprile 1989, la Conferenza Episcopale Italiana lo designò presidente del consiglio di amministrazione del quotidiano Avvenire, in occasione del nuovo assetto societario del giornale, la cui proprietà passò dalla Santa Sede alla stessa Conferenza Episcopale Italiana.
Fu esperto di nomina pontificia alla V assemblea generale ordinaria del Sinodo dei vescovi che ebbe luogo nella Città del Vaticano dal 26 settembre al 25 ottobre 1980 sul tema "La famiglia cristiana" e assistente del segretario speciale alla VII assemblea generale ordinaria del Sinodo dei vescovi che ebbe luogo nella Città del Vaticano dal 1° al 30 ottobre 1987 sul tema "La vocazione e la missione dei laici nella Chiesa e nel mondo".

### Ministero episcopale e cardinalato
Il 1º luglio 1989 da papa Giovanni Paolo II lo nominò arcivescovo metropolita di Ancona-Osimo. Ricevette l'ordinazione episcopale il 23 settembre successivo nel duomo di Milano dal cardinale Carlo Maria Martini, arcivescovo metropolita di Milano, co-consacranti l'arcivescovo emerito di Ancona-Osimo Carlo Maccari e il vescovo ausiliare di Milano Bernardo Citterio. Prese possesso dell'arcidiocesi il 1º ottobre successivo. In quel periodo, oltre a rivestire l'incarico di presidente della Conferenza episcopale della regione Marche, nel giugno 1990 fu eletto presidente della commissione della CEI per la famiglia.
Il 14 marzo 1991 divenne segretario generale della Conferenza episcopale italiana e il 6 aprile dello stesso anno rinunciò al governo pastorale dell'arcidiocesi di Ancona-Osimo per mettersi al servizio della Chiesa italiana a tempo pieno.
Dopo quattro anni di intenso lavoro, il 20 aprile 1995 papa Giovanni Paolo II lo nominò arcivescovo metropolita di Genova. Prese possesso dell'arcidiocesi il 18 giugno successivo. Divenne presidente della Conferenza episcopale regionale ligure. Il 25 maggio 1995 giunse la nomina a vicepresidente per l'Italia Settentrionale della Conferenza episcopale italiana. Nel gennaio del 1998 il consiglio permanente lo designò assistente ecclesiastico nazionale dell'AMCI.

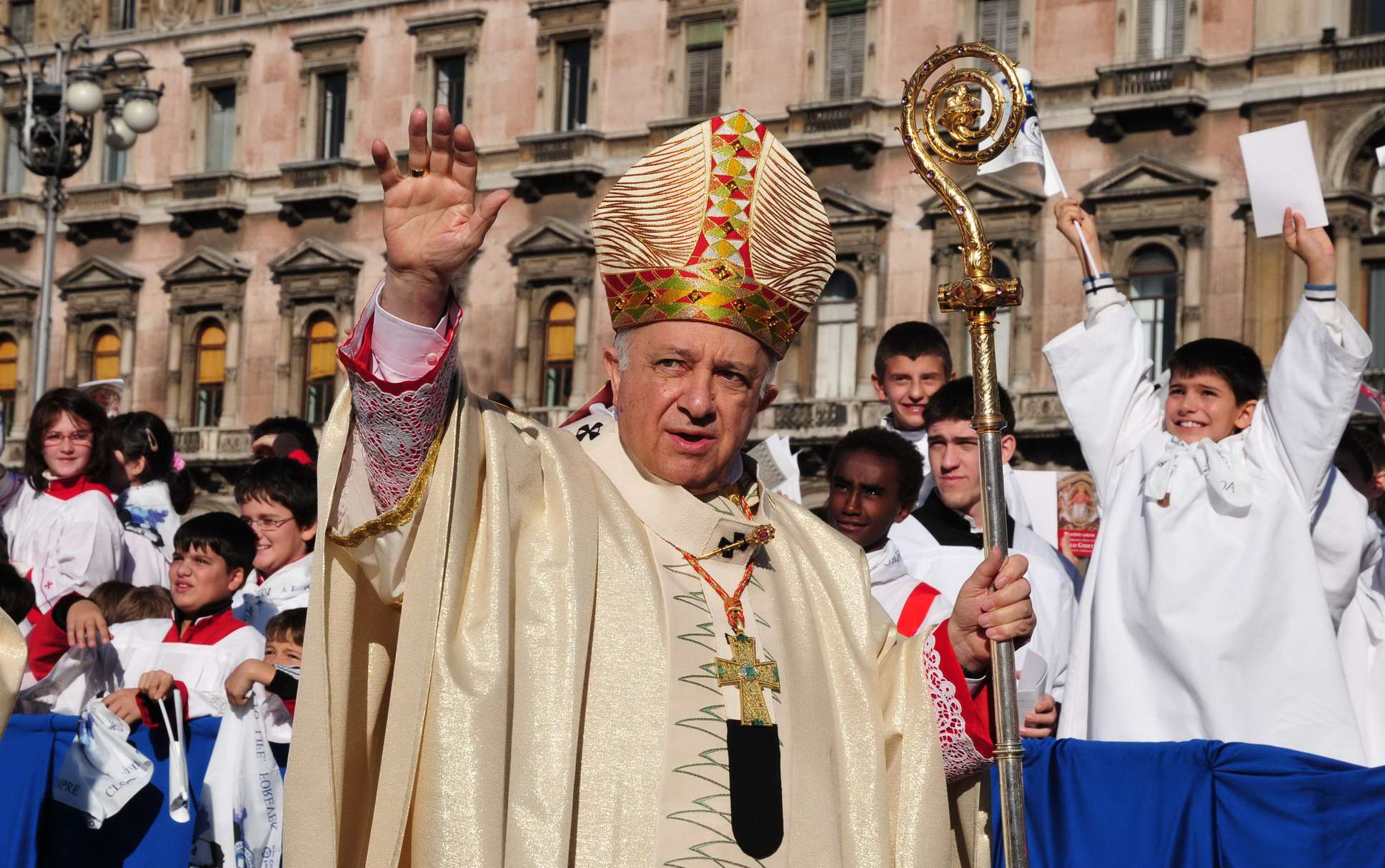
Il cardinale Dionigi Tettamanzi durante la celebrazione della beatificazione di don Carlo Gnocchi il 25 ottobre 2009.

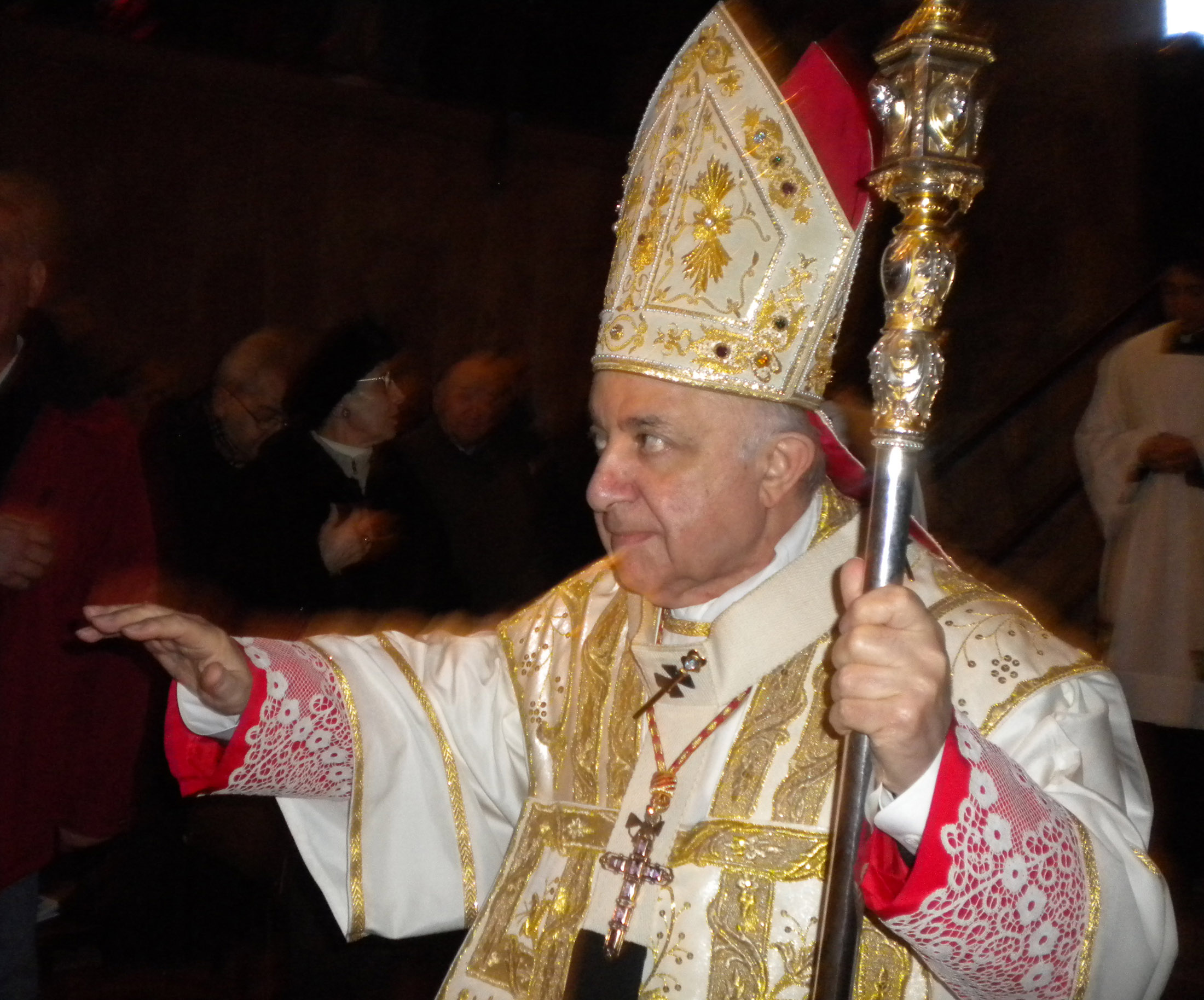
Il cardinal Tettamanzi a Lodi il 19 gennaio 2011 durante il pontificale di san Bassiano.

Il 21 febbraio 1998 papa Giovanni Paolo II lo creò cardinale e gli assegnò il titolo dei Santi Ambrogio e Carlo del quale prese possesso il 4 novembre successivo. Fino alla creazione del cardinale Crescenzio Sepe è stato il porporato italiano più giovane. Partecipò al conclave del 2005 che elesse papa Benedetto XVI e a quello del 2013 che elesse papa Francesco.
L'11 luglio 2002 papa Giovanni Paolo II lo nominò arcivescovo metropolita di Milano. Nel primo discorso alla città, pronunciato l'8 settembre, parlò della necessità di coltivare "una coscienza capace di obbedire alla Verità". Il 14 settembre successivo per mezzo del procuratore Giovanni Giudici, vescovo ausiliare e vicario generale, prese possesso canonico dell'arcidiocesi. Il 24 settembre ricevette il pallio dal papa nella cappella privata del Palazzo Pontificio di Castel Gandolfo. Pochi giorni dopo, il 29 settembre 2002, fece ingresso in diocesi. Sulla scia di sant'Ambrogio amava ripetere: "Occorre cercare sempre le cose nuove e custodire quelle a noi trasmesse dal passato".
Durante gli ultimi anni del pontificato di papa Giovanni Paolo II fu a lungo indicato come uno dei possibili "papabili".
Il 20 marzo 2008 promulgò il nuovo lezionario di rito ambrosiano, portando così a compimento per tale rito la riforma liturgica successiva al Concilio Vaticano II. La decisione di portare a compimento la riforma liturgica era già stata maturata dal precedente arcivescovo, Carlo Maria Martini, per quanto riguardava "in particolare il Lezionario, ancora ad experimentum".
Nel dicembre dello stesso anno costituì il "Fondo famiglia-lavoro" per dare un aiuto a chi, di fronte alla crisi economica incominciata in quell'anno, stava perdendo il lavoro. Il fondo venne avviato con un milione di euro messi a disposizione dal cardinale, come annunciato nell'omelia della messa di Natale di mezzanotte:
Il 15 marzo 2009, al superamento del settantacinquesimo anno di età, presentò a papa Benedetto XVI, in base alle norme del diritto canonico, la rinuncia alla guida dell'arcidiocesi milanese ma il 9 aprile venne confermato donec aliter provideatur dalla Santa Sede per altri due anni alla guida dell'arcidiocesi.
In dicembre, subì gli attacchi della Lega Nord (da parte del giornale La Padania, di Umberto Bossi, Roberto Calderoli e Matteo Salvini), dopo aver criticato il sindaco Letizia Moratti per la campagna di sgombero contro i rom e aver chiesto ai politici cittadini di riscoprire il «solidarismo ambrosiano». Secondo lo storico Alberto Melloni, tali attacchi si situarono in una strategia della Lega Nord per condizionarne la successione.

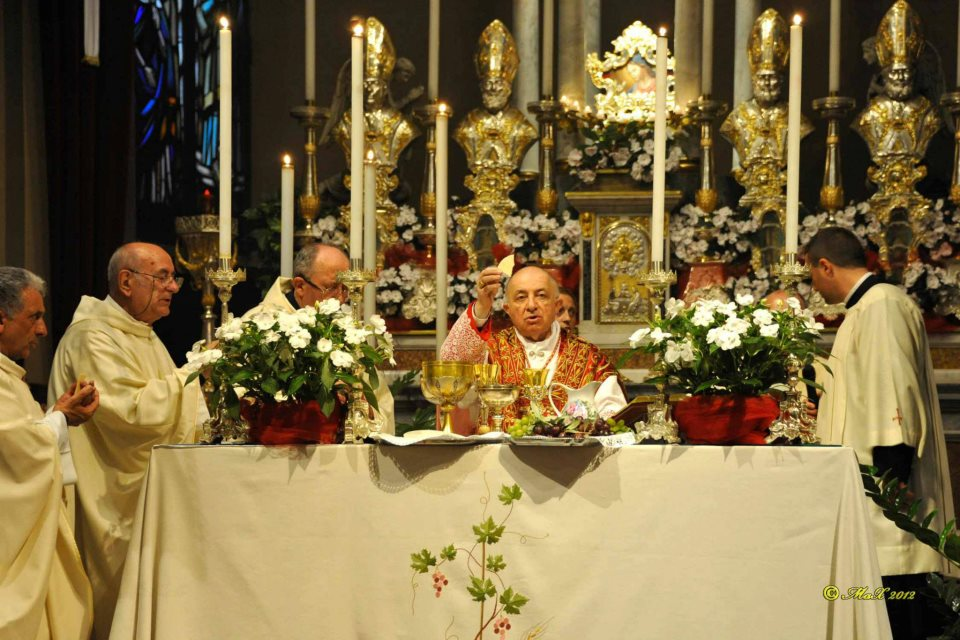
Il cardinal Tettamanzi a Vittuone nel maggio 2012 durante le celebrazioni per la festa patronale della Santa Croce.

Il 14 giugno 2010 nel duomo di Milano celebrò i funerali del vescovo Luigi Padovese, vicario apostolico dell'Anatolia, ucciso il 3 giugno precedente in Turchia.
L'11 giugno 2011 promulgò il Nuovo Evangeliario Ambrosiano, decimo dei nove volumi del Lezionario Ambrosiano, il cui originale donerà al duomo di Milano.
Il 28 giugno 2011 papa Benedetto XVI accettò la sua rinuncia al governo pastorale dell'arcidiocesi per raggiunti limiti di età; gli succedette il cardinale Angelo Scola, fino ad allora patriarca di Venezia. Si ritirò, a partire dal 15 settembre, nella Villa Sacro Cuore di Tregasio di Triuggio. Continuò a essere presente nella vita dell'arcidiocesi e a offrire il proprio contributo al servizio della Chiesa.
Il 24 luglio 2012 venne nominato amministratore apostolico di Vigevano dopo le dimissioni dell'arcivescovo-vescovo Vincenzo Di Mauro. Terminò il suo incarico il 5 ottobre 2013, dopo la presa di possesso del nuovo vescovo Maurizio Gervasoni.
Il 14 marzo 2014 compì 80 anni e in base a quanto disposto dal motu proprio Ingravescentem Aetatem di papa Paolo VI del 1970, decadde da tutti gli incarichi ricoperti nella Curia romana e con essi dal diritto di voto in conclave. Nel settembre del 2015 partecipò a una sessione di lavoro del Consiglio dei cardinali - istituito nel 2013 per assistere il papa nel governo della Chiesa e nella riforma della Curia romana - presentando, su incarico del pontefice, un approfondimento sulla fattibilità del nuovo Dicastero per i laici, la famiglia e la vita.
Partecipò alla I assemblea speciale del Sinodo dei vescovi per l'Europa che ebbe luogo nella Città del Vaticano dal 28 novembre al 14 dicembre 1991 sul tema "Siamo testimoni di Cristo che ci ha liberato", alla IX assemblea generale ordinaria del Sinodo dei vescovi dal 2 al 29 ottobre 1994 sul tema "La vita consacrata e la sua missione nella Chiesa e nel mondo" e alla XIV assemblea generale ordinaria del Sinodo dei vescovi dal 4 al 25 ottobre 2015 sul tema "La vocazione e la missione della famiglia nella Chiesa e nel mondo contemporaneo".
In seno alla Curia romana fu: consultore del Pontificio consiglio per la famiglia dal 1982, consultore della Pontificio consiglio della pastorale per gli operatori sanitari dal 1985, consultore della Congregazione per la dottrina della fede dal 25 febbraio 1989, membro del Pontificio consiglio della pastorale per gli operatori sanitari dal 1991, membro del Pontificio consiglio delle comunicazioni sociali dal 1994, membro della Congregazione per le Chiese Orientali, membro della Congregazione per il Clero, membro della Congregazione per l'educazione cattolica, membro della Prefettura degli affari economici della Santa Sede dal 1º aprile 2000, membro del Pontificio consiglio della cultura dal 24 gennaio 2004, membro del comitato di presidenza del Pontificio consiglio per la famiglia dal 30 settembre 2009, membro del Consiglio dei Cardinali per lo studio dei problemi organizzativi ed economici della Santa Sede dal 6 marzo 2000 al 28 giugno 2011 e accademico onorario della Pontificia accademia di San Tommaso d'Aquino. Presiedette per diversi anni l'Istituto Toniolo, l'istituto che gestisce l'Università Cattolica del Sacro Cuore.

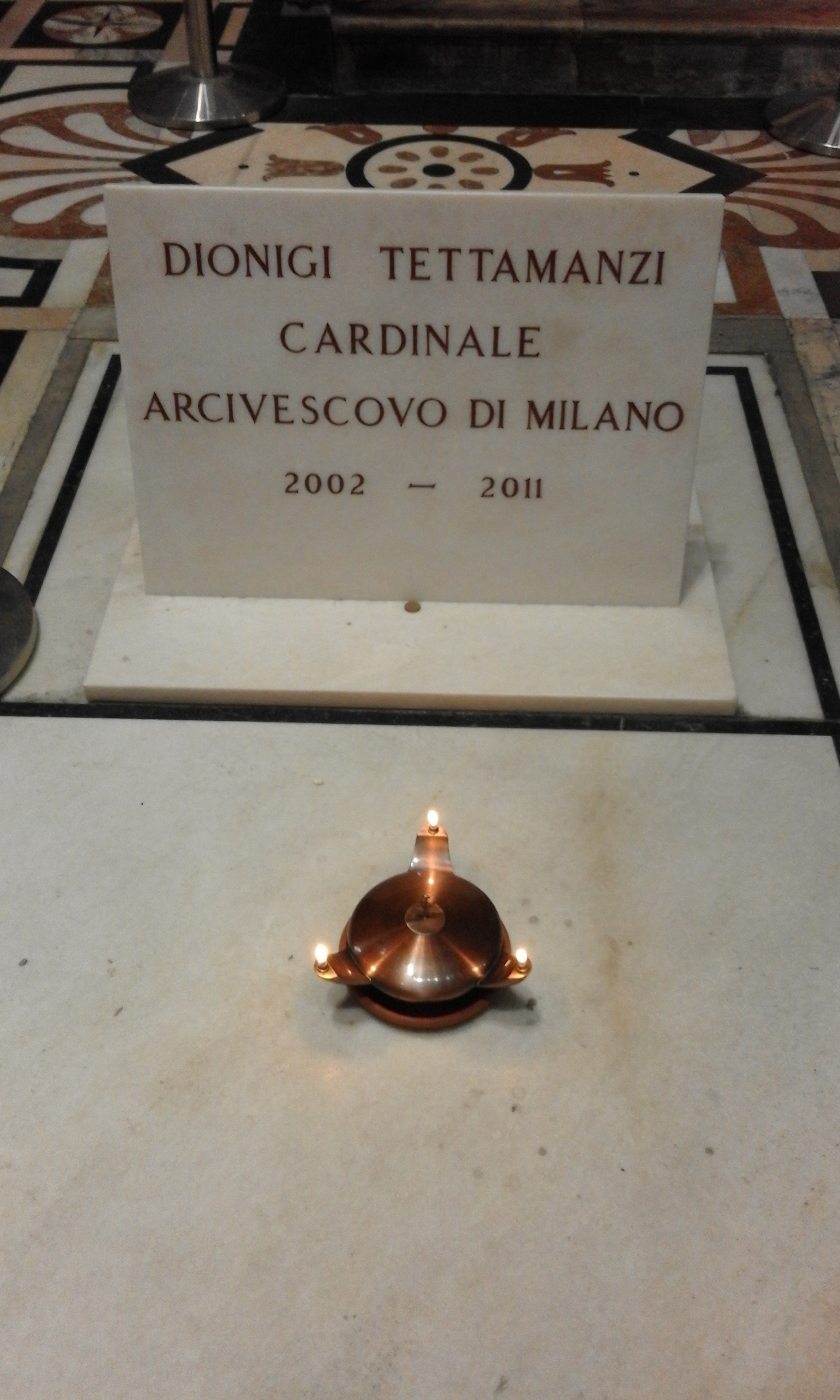
La tomba provvisoria del cardinale Tettamanzi nel duomo di Milano.

Malato e in sedia a rotelle, il 25 marzo 2017 fece la sua ultima apparizione pubblica nel duomo di Milano, in occasione della visita apostolica di papa Francesco. Il 4 agosto 2017 la curia arcivescovile milanese rese noto, attraverso un comunicato ufficiale, l'aggravarsi delle sue condizioni di salute. Morì nella Villa Sacro Cuore di Tregasio di Triuggio la mattina del 5 agosto, dopo tre giorni di agonia. La camera ardente restò aperta nella villa dal pomeriggio del 5 fino alla mattina del 7 agosto. Le esequie si tennero l'8 agosto alle ore 11 nel duomo di Milano e furono presiedute dal cardinale Angelo Scola e dall'arcivescovo eletto Mario Delpini. Al termine del rito fu sepolto sul lato destro del duomo, ai piedi dell'altare della Virgo Potens.

## Opinioni

### Relazioni sociali
Nel suo discorso per la festività di Sant'Ambrogio del 2008, affermò che i musulmani avevano diritto di costruire le loro moschee nelle città di paesi a maggioranza cattolica. Nel suo discorso per la stessa occasione del 2010 difese gli immigrati contro i tentativi di classificarli come criminali.

### Cattolici divorziati e risposati
Nel 2008, in una lettera indirizzata ai cattolici divorziati e risposati, scrisse:
Nel 2014 pubblicò "Il Vangelo della Misericordia per le Famiglie Ferite" dove parlò della possibilità per i cattolici divorziati e risposati di ricevere la comunione fintanto che non vi fosse alcuna confusione circa l'insistenza della Chiesa sulla indissolubilità del matrimonio e se vi fosse: "un rinnovato impegno per la vita cristiana attraverso percorsi fedeli che sono veri e seri".

## Genealogia episcopale e successione apostolica
La genealogia episcopale è:
- Cardinale Scipione Rebiba
- Cardinale Giulio Antonio Santori
- Cardinale Girolamo Bernerio, O.P.
- Arcivescovo Galeazzo Sanvitale
- Cardinale Ludovico Ludovisi
- Cardinale Luigi Caetani
- Cardinale Ulderico Carpegna
- Cardinale Paluzzo Paluzzi Altieri degli Albertoni
- Papa Benedetto XIII
- Papa Benedetto XIV
- Papa Clemente XIII
- Cardinale Enrico Benedetto Stuart
- Papa Leone XII
- Cardinale Chiarissimo Falconieri Mellini
- Cardinale Camillo Di Pietro
- Cardinale Mieczysław Halka Ledóchowski
- Cardinale Jan Maurycy Paweł Puzyna de Kosielsko
- Arcivescovo Józef Bilczewski
- Arcivescovo Bolesław Twardowski
- Arcivescovo Eugeniusz Baziak
- Papa Giovanni Paolo II
- Cardinale Carlo Maria Martini, S.I.
- Cardinale Dionigi Tettamanzi

La successione apostolica è:
- Vescovo Alberto Maria Careggio (1995)
- Vescovo Alberto Tanasini (1996)
- Cardinale Angelo Bagnasco (1998)
- Cardinale Domenico Calcagno (2002)
- Arcivescovo Carlo Roberto Maria Redaelli (2004)
- Vescovo Luigi Stucchi (2004)
- Arcivescovo Luigi Negri (2005)
- Vescovo Roberto Busti (2007)
- Vescovo Franco Giulio Brambilla (2007)
- Arcivescovo Mario Delpini (2007)
- Vescovo Maurizio Gervasoni (2013)

## Araldica
| Stemma | Blasonatura |
| ------ | --- |
|        | Di rosso alla croce patente biforcata d'oro, accostata a destra da un tralcio di vite e a sinistra da un ramo di ulivo moventi dalla punta, il tutto d'argento. Lo scudo, accollato a una croce astile patriarcale d'oro, posta in palo, è timbrato da un cappello con cordoni e nappe di verde. Le nappe, in numero di venti, sono disposte dieci per parte, in quattro ordini di 1, 2, 3, 4. Sotto lo scudo, nella lista svolazzante d'argento, il motto in lettere maiuscole di nero: GAUDIUM ET PAX.   |
|        | Di rosso alla croce patente biforcata d'oro, accostata a destra da un tralcio di vite e a sinistra da un ramo di ulivo moventi dalla punta, il tutto d'argento. Lo scudo, accollato a una croce astile patriarcale d'oro, posta in palo, è timbrato da un cappello con cordoni e nappe di rosso. Le nappe, in numero di trenta, sono disposte quindici per parte, in cinque ordini di 1, 2, 3, 4, 5. Sotto lo scudo, nella lista svolazzante d'oro, il motto in lettere maiuscole di nero: GAUDIUM ET PAX. |

## Onorificenze
- Nel 2017 il comune di Milano decise l'iscrizione del suo nome nel Famedio all'interno del cimitero monumentale di Milano.[33]